# Migas paradoxus
Migas paradoxus är en spindelart som beskrevs av Ludwig Carl Christian Koch 1873. Migas paradoxus ingår i släktet Migas och familjen Migidae. Inga underarter finns listade i Catalogue of Life.